# Sân bay quốc tế Platov
Sân bay quốc tế Platov (IATA: ROV, ICAO: URRP) (tiếng Nga: Международный аэропорт Платов) là sân bay ở gần vùng Stanitsa, huyện Aksaysky, Rostov, Nga gần thành phố Novocherkassk đông bắc Rostov-on-Don. Nó phục vụ Rostov-on-Don (thay thế cho Sân bay Rostov-on-Don cũ) và bắt đầu hoạt động vào tháng 12 năm 2017. Nó được đặt tên theo Matvei Platov.
Theo dự kiến ban đầu, sân bay sẽ khai trương vào tháng 11 năm 2017, với việc điều hướng hành khách bắt đầu từ ngày 1 tháng 12 năm 2017. Dự án có công suất 5 triệu hành khách mỗi năm. Azimuth sẽ là công ty chính phục vụ sân bay. Sân bay đã được khai trương vào ngày 27 tháng 11 năm 2017, với đường cao tốc mới đến sân bay và các thử nghiệm cuối cùng trước khi các hoạt động sẽ bắt đầu. Sân bay bắt đầu phục vụ hành khách vào ngày 7 tháng 12 năm 2017, và sân bay cũ đã được lên kế hoạch chính thức ngừng hoạt động vào ngày 1 tháng 3 năm 2018. Năm 2018, trong năm đầu tiên hoạt động của sân bay, 3.236.000 hành khách đã thông qua sân bay này.
Vào ngày 12 tháng 2 năm 2019, theo đánh giá Skytrax, Sân bay Platov sở hữu xếp hạng 5 sao, trở thành sân bay đầu tiên của Nga có xếp hạng như vậy và đứng thứ hai tại CIS sau Sân bay quốc tế Heydar Aliev tại Baku.

## Hàng hãng không và tuyến bay

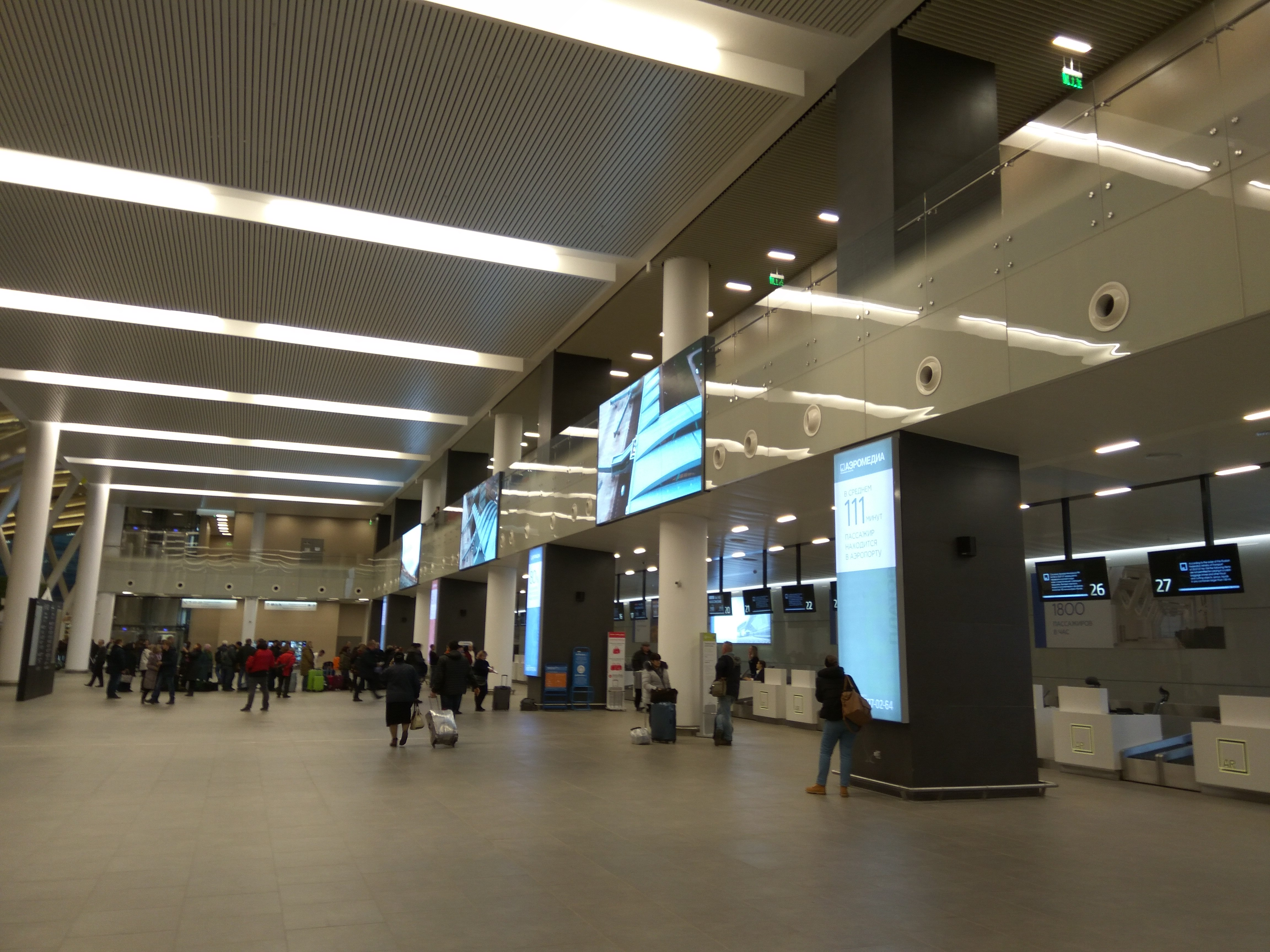
Khu vực làm thủ tục lên máy bay

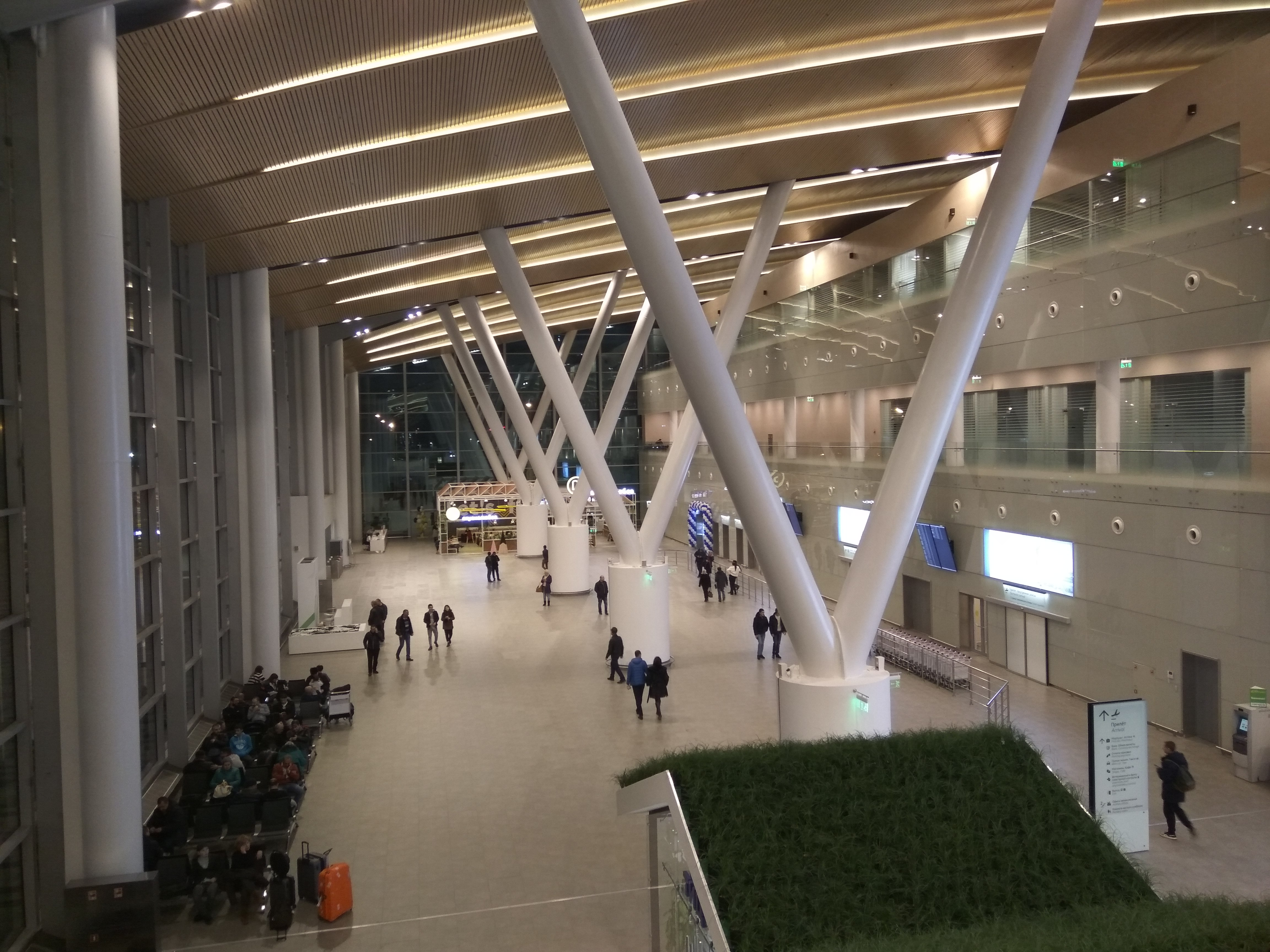
Sảnh đến

Tất cả các chuyến bay thường lệ và thuê chuyến đã được chuyển đến Sân bay Platov bởi 7 tháng 12, 2017 11:00. By 1 tháng 3, 2018, sân bay cũ chính thức đóng cửa.
| Hãng hàng không    | Các điểm đến |
| ------------------ | --- |
| Aeroflot           | Moscow–Sheremetyevo |
| Azimuth            | Bishkek, Elista, Grozny, Kaluga, Kazan, Makhachkala, MIneralnye Vody, Moscow–Vnukovo, Nizhny Novogorod, Novosibirsk, Perm, Samara, Saint Petersburg, Simferopol, Sochi, Ufa, Vladikavkaz, Volgograd, Yerevan |
| Azur Air           | Thuê chuyến theo mùa: Dalaman, Larnaca |
| Belavia            | Minsk |
| Ellinair           | Theo mùa: Thessaloniki |
| flydubai           | Theo mùa: Dubai–International |
| IrAero             | Baku (từ ngày 6 tháng 7, 2019) |
| NordStar           | Norilsk, Yekaterinburg |
| Nordwind Airlines  | Moscow–Sheremetyevo Thuê chuyến theo mùa: Antalya, Heraklion, Monastir, Phuket |
| Pobeda             | Makhachkala, Moscow–Vnukovo, Saint Petersburg, Tbilisi (tạm thời ngưng từ 8 tháng 7, 2019) Theo mùa: Batumi (tạm thời ngưng 8 tháng 7, 2019)                                                                 |
| Rossiya            | Moscow–Sheremetyevo, Saint Petersburg |
| Royal Flight       | Thuê chuyến theo mùa: Antalya, Bodrum |
| S7 Airlines        | Moscow–Domodedovo |
| Smartavia          | Saint Petersburg |
| Smartwings         | Prague |
| Turkish Airlines   | Istanbul |
| Ural Airlines      | Khujand, Prague, Tashkent, Yerevan Seasonal: Gyumri |
| Utair              | Astrakhan, Krasnodar, Sân bay Vnukovo Moscow, Sochi, Stavropol, Voronezh |
| UVT Aero           | Chelyabinsk, Krasnoyarsk–Yemelyanovo |
| Uzbekistan Airways | Tashkent |
| Yamal Airlines     | Chelyabinsk, Mineralnye Vody |